# West Silvertown (DLR)
West Silvertown is een station van de Docklands Light Railway in de Londense wijk Silvertown. Het station werd in 2005 in gebruik genomen. Het ligt tussen de stations Canning Town en Pontoon Dock.